# Marché biface
Pour les sciences économiques, un marché biface (ou marché bi-versants) est un type de marché dont l'agencement entretient – voire nécessite – l'existence de deux clientèles tout à fait différentes quoique interdépendantes pour les produits qui y sont échangés.

## Exemples
Dans la mesure où beaucoup de médias proposent à la fois un support publicitaire à des annonceurs et un contenu journalistique à des lecteurs, auditeurs ou autres téléspectateurs qu'il faut également séduire, on peut considérer qu'ils s'inscrivent sur un marché biface.
De la même façon, une société de cartes bancaires telle que VISA, peut aussi être considérée comme agissant sur un tel marché. Ainsi, d'après Julien Gilson, conseiller au Conseil supérieur de l'audiovisuel belge, « d'un côté les consommateurs paient une redevance annuelle pour une utilisation (ensuite gratuite) de la carte et d'un autre côté, les commerçants reversent un pourcentage à la firme pour chaque utilisation de la carte dans leur magasin. La plateforme aurait pu choisir un autre système de prix, mais il aurait été moins efficace. »
Comme beaucoup d'autres services d'intermédiation, la plateforme musicale iTunes, les agences immobilières, les services de petites annonces peuvent également apparaître comme des plateformes bifaces.

### Définition
La littérature économique ne propose pas de définition consensuelle de ce qu'est un marché biface. Pour (Weyl 2010), les modèles fondateurs comportent trois caractéristiques essentielles :
- ils étudient une plate-forme, qui propose des services différents à deux faces (ou côtés) du marché, proposant à chaque côté un prix qui lui est propre (exemple : un journal vend du contenu au lecteur et des espaces publicitaires aux annonceurs) ;
- le marché présente des effets de réseau croisés (ou externalités croisées) : l'utilité qu'un agent d'un côté du marché retire de sa participation au service offert par la plate-forme dépend du nombre de participants de l'autre côté du marché, nombre qui dépend lui-même des décisions de prix de la plate-forme ;
- là où les plates-formes jouissent d'un pouvoir de marché bilatéral : elles décident du prix demandé à chaque côté du marché et fixent le plus souvent des prix uniformes (le prix est le même pour tous les agents d'un côté donné du marché).

L'absence d'une de ces caractéristiques permet généralement de se ramener à des situations où la dimension biface est peu pertinente (réseau simple, monopole vertical ou distributeur).

## Origines du concept
D'après Julien Gilson, le terme biface tel qu'il est ici utilisé est « connu quasi exclusivement par les économistes ». De fait, il s'agit d'un concept d'invention récente à laquelle un chercheur comme Jean Tirole et une institution comme la Toulouse School of Economics ont amplement contribué. Précisément, « la théorie des “marchés bifaces” est apparue en économie industrielle au début des années 2000 » et « bien que cette nouvelle théorie ne soit pas encore totalement stabilisée, les décideurs privés et publics (régulateurs des communications électroniques, experts européens, etc.) lui accordent déjà de plus en plus d'importance ».

## Conséquences d'une structure biface

### Sur le produit
D'après Nathalie Sonnac, du Centre de recherche en économie et statistique, le fait que les entreprises médiatiques agissent sur un marché biface peut avoir des conséquences sur la neutralité du traitement de l'information : « le contenu médiatique peut être influencé en partie, par le désir des propriétaires des médias d'offrir un produit qui fait interagir le plus grand nombre d'annonceurs publicitaires et de consommateurs. Ceci peut créer un biais potentiel dans la sélection des programmes ou informations offertes aux consommateurs par les entreprises médiatiques. » En tout cas, cette situation a des effets sur le ratio publicité/contenu.

### Sur les prix
Les effets des marchés bifaces sur les prix sont non-neutres. D'après Nathalie Sonnac, qui donne toujours l'exemple des médias, « les externalités positives et négatives générées par la structure biface conduisent à des spécificités particulières d'un point de vue économique au niveau de la formation des prix [et] de la structure de prix. » De fait, cette structure impose au minimum une détermination simultanée des tarifs publicitaires et des contenus eux-mêmes. Dans certains cas, la gratuité de ces derniers peut être volontaire, comme dans le cas de la presse gratuite, mais elle rend alors le maintien du caractère biface du marché absolument essentiel au producteur.

### Sur la concurrence
La structure biface du marché médiatique a des implications majeures sur la nature de la concurrence que les entreprises qui y participent se livrent entre elles, en termes de diversité des titres et de pluralisme d'opinions. Cela a notamment des conséquences sur la manière d'appréhender les effets anticoncurrentiels potentiels des fusions sur ces marchés.